# CA Boca Juniors

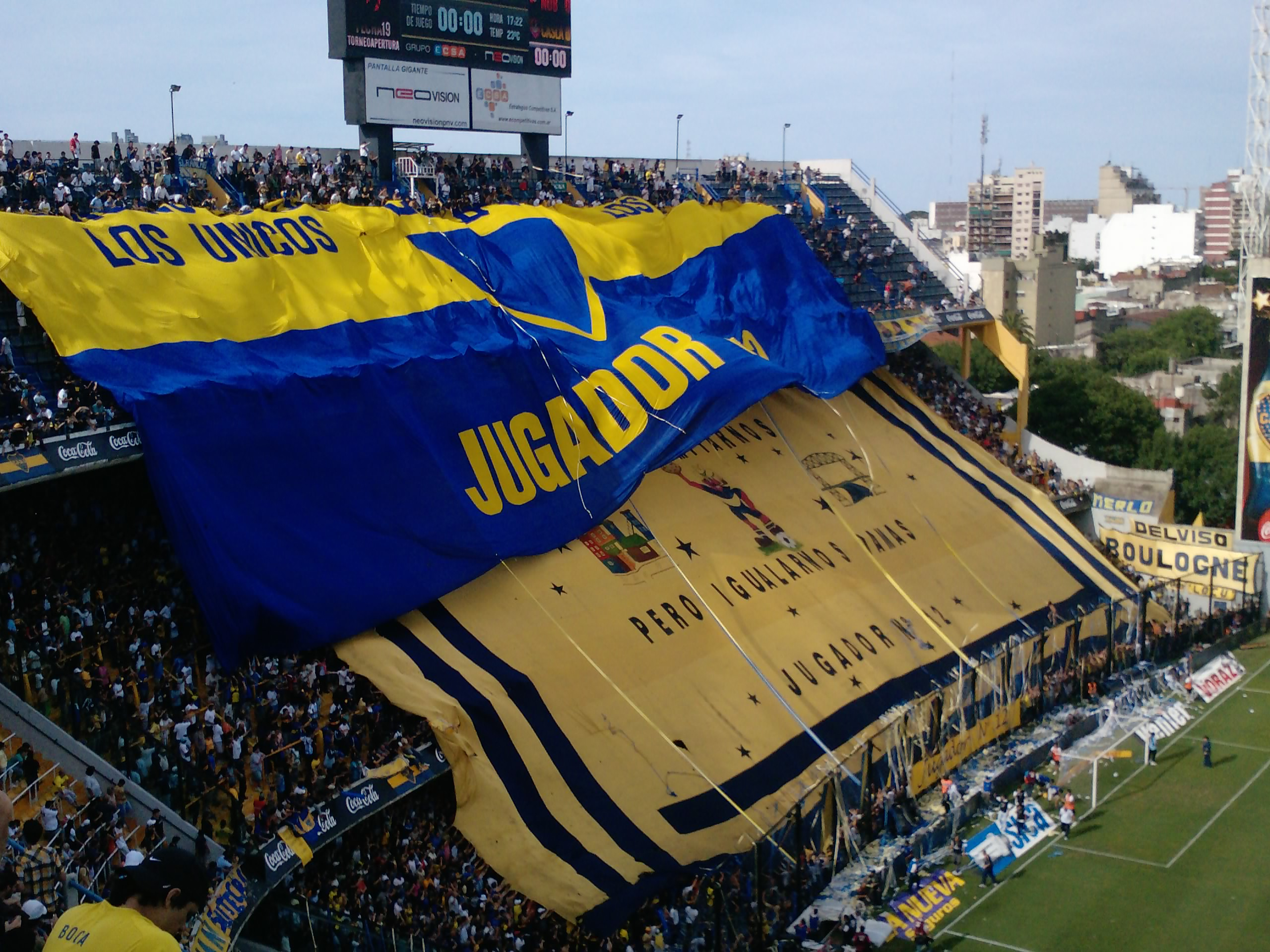

Club Atlético Boca Juniors is een Argentijnse voetbalclub uit La Boca, een wijk van de hoofdstad Buenos Aires en wordt beschouwd als een van de Grote Vijf van Argentinië. Aartsrivaal is River Plate en wedstrijden tussen beide clubs staan bekend als Superclasicos en zijn altijd zeer beladen. Bij Boca kreeg Diego Maradona internationale faam. Vanaf de oprichting van de club in 1905 werd men het over de kleuren van de shirts niet eens. In 1907 besloot men de kleuren over te nemen van de eerste boot die in de haven aanmeerde. Het was een Zweeds schip en dus werden blauw en geel de kleuren van de club. Van 2000 tot 2003 beheerste Boca Juniors de CONMEBOL Libertadores, de Zuid-Amerikaanse equivalent van de UEFA Champions League. Met zes CONMEBOL Libertadores-titels is Boca Juniors na Independiente de succesvolste club in de toernooigeschiedenis. In 2000 werd eveneens de wereldbeker voor clubteams gewonnen, door in Tokio Real Madrid te verslaan. Riquelme en Palermo waren de uitblinkers in deze wedstrijd. Na de degradaties van River Plate in 2011 en Independiente in 2013 is Boca de enige club die sinds het ontstaan van de profcompetitie in 1931 onafgebroken in de hoogste klasse speelt.

## Geschiedenis

### Amateurtijdperk

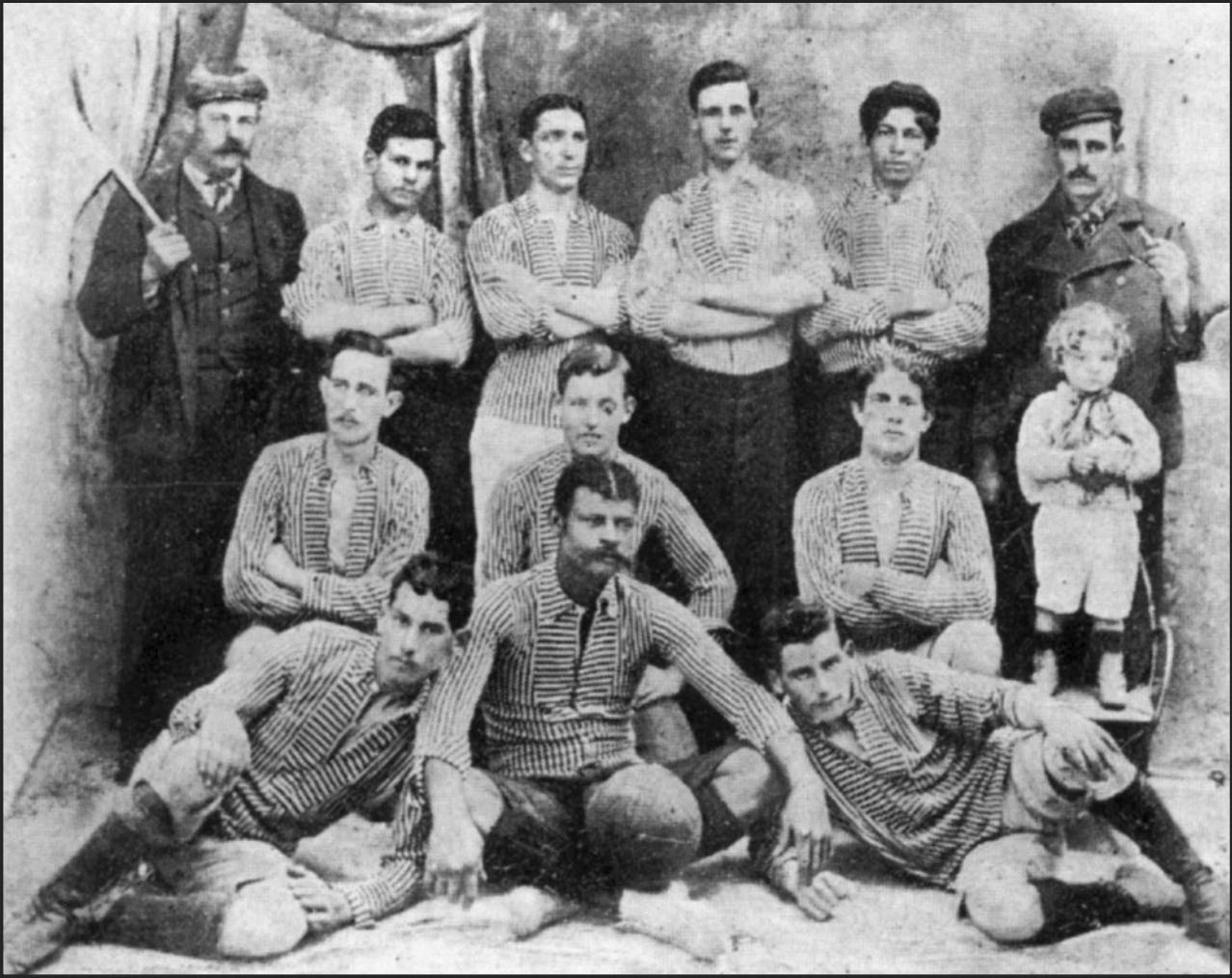
Eerste foto van de club genomen in 1906 na het winnen van de Copa Reformista.

Op 3 april 1905 werd de club opgericht door vijf Italo-Argentijnen, afkomstig uit Genua. Het gebruik van een Engelstalige naam voor de club was in die tijd erg normaal omdat het voetbal in het land geïntroduceerd werd door Britse spoorwegwerkers. In 1908 ging de club competitievoetbal spelen en werd meteen kampioen in zijn reeks. In de eindronde om promotie werd de club meteen verslagen door Racing Club. In 1910 speelde de club opnieuw tegen Racing, nu met als inzet promotie naar de hoogste klasse. Racing won alweer en mocht voor het eerst aantreden op het hoogste niveau. Boca moest tot 1913 wachten om bij de elite te mogen spelen nadat de competitie werd uitgebreid met meerdere teams. De volgende jaren eindigde de club wisselend in de subtop en middenmoot. In deze tijd schitterde Pedro Calomino bij de club. Hij werd zes keer topschutter voor de club, een record dat ongeveer tachtig jaar zou standhouden, totdat Martín Palermo het verbrak.

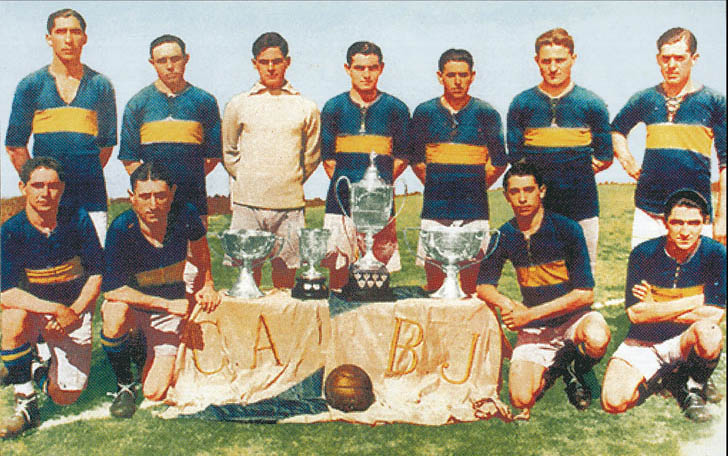
Team dat in 1919 de titel won.

In 1919 kwam het door onenigheden met de clubs tot een splitsing en een heel aantal clubs verliet de competitie om in de nieuwe competitie van de AAmF te gaan spelen. Boca bleef in de competitie van de AAF en werd dat jaar voor het eerst kampioen. Er speelden wel slechts zes clubs in de competitie. Het volgende seizoen waren er dat dertien en ook nu werd Boca kampioen, zelfs met twaalf punten voorsprong op Banfield en Huracán. De volgende twee seizoenen domineer de Huracán de competitie. In 1923 eindigden beide clubs bovenaan en kwamen er testwedstrijden om de kampioen te bepalen. Boca won de heenmatch en Huracán de terugmatch, de derde wedstrijd eindigde op een gelijkspel waardoor er een vierde wedstrijd nodig was die Boca won. Ook het volgende seizoen haalde Boca de titel binnen en dat met veel ontzag. De club was ongeslagen en won 18 van de 19 wedstrijden, scoorde 67 keer en kreeg er slechts 8 binnen.

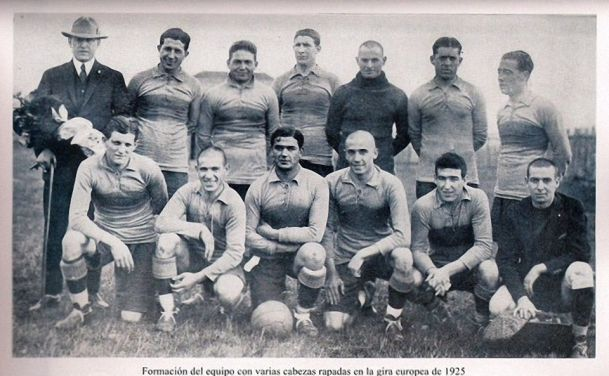
Team dat in 1925 op Europese tour ging.

In 1925 maakt de club een Europese tour en speelde vriendschappelijke wedstrijden tegen clubs uit Spanje, Frankrijk en Duitsland. Ze wonnen 15 van de 19 wedstrijden, enkele tegenstanders waren Real Madrid, Celta de Vigo en Deportivo La Coruña. Door de Europese campagne moest de club wel de competitie links laten liggen en kon slechts zeven wedstrijden spelen, waarvan ze er wel zes wonnen. In 1926 won de club opnieuw ongeslagen de titel waardoor de club nu voor het derde seizoen op rij ongeslagen bleef. De club speelde dat jaar ook een wedstrijd tegen CA Independiente, de kampioen van de AAmF. De wedstrijd werd echter onderbroken door een invasie van de toeschouwers. Een week later werd een nieuwe wedstrijd gespeeld die op 0-0 eindigde. Er werd geen verdere wedstrijd meer gespeeld omdat beide competities fuseerden en er nu 33 wedstrijden afgewerkt moesten worden dat seizoen. In de gezamenlijke competitie met 34 clubs werd Boca tweede met slechts één punt achterstand op San Lorenzo. Ook het volgende seizoen moest Boca genoegen nemen met één punt achterstand op kampioen Huracán.
Ook in 1929 liep het fout voor de club, nu moest Boca de titel aan Gimnasia y Esgrima La Plata laten. Een jaar later was het wel weer raak en werd de titel behaald met vijf punten voorsprong op Estudiantes.

### Proftijdperk

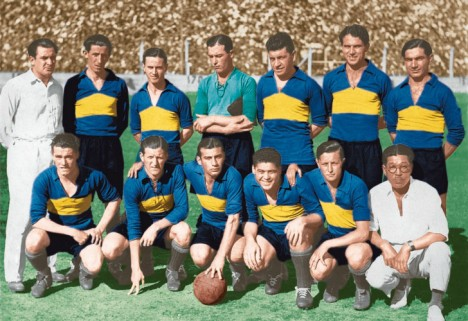
Boca Juniors in 1931, de eerste profkampioen.

In 1931 werd het profvoetbal ingevoerd in Argentinië. Net zoals in het verleden leidde dit tot een splitsing. De amateurcompetitie bleef nog tot 1934 bestaan, en werd daarna dan de tweede klasse onder de profcompetitie. Boca koos voor het profvoetbal en werd meteen de eerste kampioen. Na een vierde en tweede plaats werd in 1934 een nieuwe titel gewonnen. Boca verloor wel zes wedstrijden en had ook niet zo een beste verdediging, maar wel een goede aanval met 101 goals. Een jaar later werd Boca de eerste profkampioen die zijn titel kon verlengen en deze keer kreeg de club de helft minder goals binnen als het voorgaande seizoen.

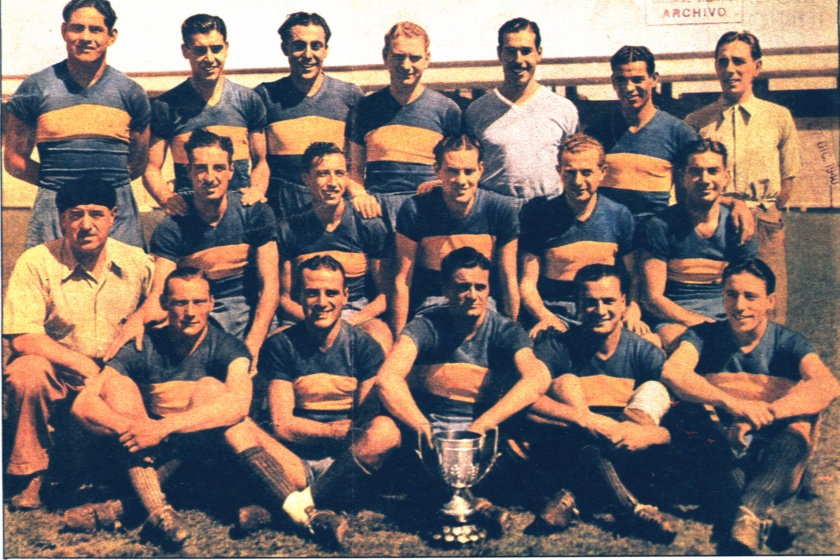
De kampioen van 1940.

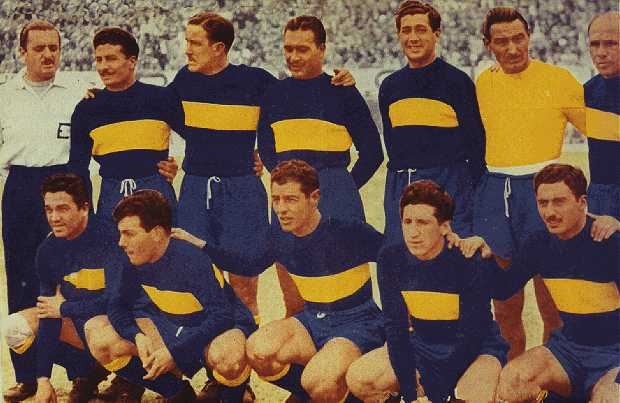
De kampioen van 1954.

Na een paar jaar betere middenmoot vierde de club in 1940 een nieuwe titel, en dat in het nieuwe stadion. Na twee opeenvolgende titels voor aartsrivaal River Plate volgden ook weer twee titels voor Boca. In 1944 bleef de club 26 opeenvolgende wedstrijden ongeslagen wat een record was en bleef tot 1966 toen Racing dit verbrak met 39 wedstrijden. Na drie vicekampioenschappen ging het plots bergaf met een plaats in de middenmoot en in 1949 kon de club het behoud pas op de laatste speeldag verzekeren na een overwinning op CA Lanús. Een jaar later werden ze echter weer vicekampioen achter Racing. De volgende drie seizoenen waren weer middelmatig, maar in 1954 kon de club, tien jaar na de vorige titel, nog eens zegevieren. Een van de uitblinkers bij de club was toen doelman Julio Musimessi.
De volgende jaren eindigde de club steevast in de top vier, maar in 1959 eindigde Boca slechts op een achtste plaats, hoewel ze wel twee keer de superclásico's wonnen tegen River Plate. De volgende twee jaar eindigde de club weer in de subtop. In 1962 deed de club weer mee voor de titel. Op twee speeldagen voor het einde ontmoetten de aartsrivalen Boca en River Plate elkaar in een rechtstreeks duel voor de titel. Beide clubs telden 39 punten. In de legendarische wedstrijd kwam Boca 1-0 voor, maar zes minuten voor het einde kreeg River Plate een strafschop, die echter gestopt werd door doelman Antonio Roma. Boca stond nu twee punten los en won op de laatste speeldag met 4-0 van Estudiantes en kroonde zich na acht jaar opnieuw tot kampioen. Hierdoor mocht de club deelnemen aan de Copa Libertadores 1963. Boca werd groepswinnaar en versloeg in de halve finale CA Peñarol, maar verloor dan de finale tegen titelverdediger Santos FC. Twee jaar later zegevierde de club opnieuw in de competitie. Doelman Roma bleef 742 ongeslagen in zijn doel. In de Copa Libertadores 1965 werd de club in de halve finale verslagen door Independiente. Het jaar erop stond de club drie speeldagen voor het einde van de competitie weer samen aan de leiding met River Plate. Boca won met 2-1 en speelde de volgende speeldag gelijk waardoor River Plate weer tot op één punt naderde, maar na een overwinning op CA Atlanta werd de club andermaal kampioen. Het volgende seizoen werd de club derde met grote achterstand op kampioen Racing.

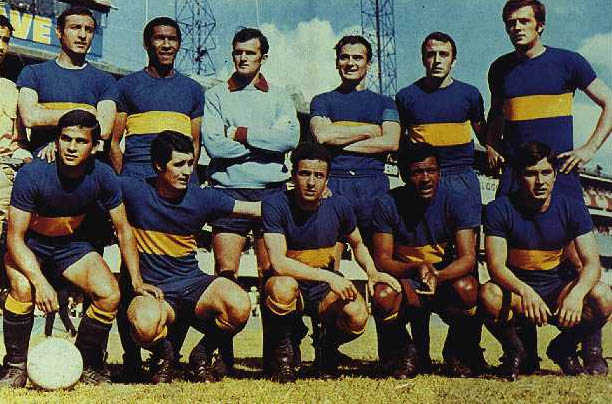
Team dat de Nacional won in 1969.

In 1967 werd de competitie hervormd. Er kwamen nu twee kampioenschappen per jaar, de Metropolitano met 22 clubs en de Nacional met 16 clubs. Nadat de club twee seizoenen in de subtop eindigde werd de club in de Metropolitano van 1969 samen met Chacarita groepswinnaar. De twee besten van de twee groepen gingen naar de halve finale. Hier speelde Boca gelijk tegen River Plate. Er kwam echter geen replay, maar River Plate ging naar de finale omdat het in de competitie één punt meer gehaald had in de andere groep. In de Nacional van dat jaar trok Boca wel aan het langste eind. Legende Alfredo Di Stéfano was nu de trainer van de club.
Een jaar later eindigde de club samen met Rosario Central eerste in zijn groep in de Nacional en versloeg in de halve finale Chacarita Juniors en kwam in de finale uit tegen Rosario, dat met 2-1 verslagen werd. De volgende jaren eindigde de club in de subtop maar schoot telkens te kort om aanspraak te kunnen maken op de titel. In 1976 werd Juan Carlos Lorenzo trainer bij de club en hij luidde een gouden tijdperk in. In de Metropolitano werd de club slechts vierde in zijn groep in de eerste ronde, maar in de finalegroep om de titel kon de club Huracán uiteindelijk nog verslaan en werd kampioen. Datzelfde jaar werd ook de Nacional nog gewonnen. In de Copa Libertadores 1977 baande de club zich een weg naar de finale tegen Cruzeiro en kon na drie wedstrijden en uiteindelijk verlengingen en strafschoppen de titel winnen. Doelman Hugo Gatti kon een strafschop van een Braziliaanse speler stoppen waardoor ze met 5-4 wonnen. In de intercontinentale beker speelde de club thuis 2-2 gelijk tegen Borussia Mönchengladbach, waardoor deze club de beste kaarten leek te hebben voor de terugwedstrijd die in Karlsruhe gespeeld werd. Echter kon Boca hier met 0-3 winnen en kroonde zich zo tot de officieuze wereldkampioen. De internationale titels eisten in 1977 hun tol waardoor de club in de competitie tekortschoot om een prijs te winnen. Als titelverdediger mocht de club wel naar de Copa Libertadores 1978 en trad zelfs meteen in de tweede ronde aan. De club plaatste zich voor de finale en veegde daar de vloer aan met Deportivo Cali. In de intercontinentale beker moest Boca aantreden tegen Liverpool FC. Net als het voorgaande jaar wilde de club deze wedstrijd niet spelen. Europacupfinalist Club Brugge zou de club vervangen maar nu weigerde Boca om de wedstrijd te spelen waardoor de editie van 1978 onbeslist bleef.
De club won de Metropolitano van 1981 met één punt voorsprong op Club Ferro Carril Oeste. Een hoogtepunt dat jaar was de aankoop van de toekomstige superster Diego Maradona. Langzaam ging het slechter met de club en in 1984 stond de club op de rand van het faillissement. In de competitie werd de club slechts zestiende en in de Trofeu Joan Gamper kreeg de club een 9-1 pandoering van FC Barcelona. De grootste nederlaag in de geschiedenis van de club. Nadat Antonio Alegre voorzitter werd bij de club ging het geleidelijk aan financieel beter met de club. In 1985 schakelde de Argentijnse competitie over naar een Europees model met heen en terugwedstrijden met een seizoen dat in de zomer begon en in de lente eindigde. Boca kon zich nog eens plaatsen voor de Copa Libertadores, maar kon daar geen potten breken.
In 1988/89 werd Boca vicekampioen achter Independiente. In 1989 won de club de Supercopa Libertadores en in 1990 de Recopa Sudamericana. Intussen was het Apertura-Clausura systeem ingevoerd zoals in de meeste Zuid-Amerikaanse landen. Echter de eerste jaren moesten beide kampioen nog om de algemene titel strijden. Boca werd kampioen van de Clausura 1991, maar verloor de titelstrijd van CA Newell's Old Boys. Boca won wel de Apertura van 1992. De volgende jaren echter eindigde de club in de middenmoot of soms de subtop. In 1998 werd Carlos Bianchi trainer van de club en onder zijn leiding won de club beide titels in 1998/99. Tijdens de Apertura werd de club ongeslagen kampioen. Martín Palermo was topscorer met 20 goals uit 19 wedstrijden. Boca bleef 40 wedstrijden ongeslagen en verbrak zo het record van Racing uit de jaren zestig. In de Copa Libertadores 2000 schakelde de club in de kwartfinale aartsrivaal River Plate uit en na ook nog een overwinning op het Mexicaanse Club América trof Boca in de finale SE Palmeiras. Na twee keer een gelijkspel werd de finale beslecht door strafschoppen in het voordeel van Boca. In de intercontinentale beker werd Real Madrid met 2-1 verslagen. De wereldkampioen moest in de competitie dat jaar wel tevreden zijn met een derde en zevende plaats. Ook de Copa Libertadores 2001 schreef de club op zijn naam na een overwinning op Cruz Azul. Doelman Oscar Córdoba was net zoals het voorgaande jaar in de finale een cruciale speler voor de club. In de intercontinentale beker verloor de club nu wel van FC Bayern München.
In 2000 won de club de Apertura. In de Copa Libertadores 2002 werd de club in de kwartfinale uitgeschakeld door latere winnaar Club Olimpia. Bianchi verliet de club na een dispuut, maar keerde een jaar later wel voor één seizoen terug en won opnieuw de Copa Libertadores, nu tegen Santos. Ook de intercontinentale beker werd opnieuw gewonnen, AC Milan was nu het slachtoffer. In 2004 won de club de Apertura en bereikte opnieuw de finale van de Copa Libertadores, die nu evenwel verloren werd van het Colombiaanse Once Caldas. Hierna nam Bianchi ontslag. De club won dat jaar nog de Copa Sudamericana tegen Club Bolívar. In 2005/06 won de club zowel de Apertura als de Clausura en kon ook de Copa en Recopa Sudamericana binnen halen. Alfio Basile was nu de trainer van de club. In 2006 leek de club opnieuw de Apertura te winnen maar eindigde samen met Estudiantes eerste en verloor daarna de strijd om de titel. Ook in de Clausura werd de club tweede, maar in de Copa Libertadores 2007 zegevierde de club andermaal, nu tegen Grêmio. De intercontinentale beker was inmiddels vervangen door het WK voor clubs, waaraan nu ook clubs uit andere werelddelen aan deelnamen. Boca bereikte de finale en verloor deze van AC Milan. Een tweede opeenvolgende Copa Libertadores zat er niet in toen Fluminense FC de club in de halve finale uitschakelde. In de Apertura van 2008 eindigde Boca samen met San Lorenzo en CA Tigre bovenaan. Er kwam een eindronde tussen de drie die Boca kon winnen. Na twee teleurstellende jaren kon de club opnieuw de Apertura winnen in 2011. Ook kende de club international terug succes met een finaleplaats in de Copa Libertadores 2012, die evenwel verloren werd van SC Corinthians Paulista.

## Erelijst

##### Nationaal
- Primera División (35): 1919, 1920, 1923, 1924, 1926, 1930, 1931, 1934, 1935, 1940, 1943, 1944, 1954, 1962, 1964, 1965, 1969 Nacional, 1970 Nacional, 1976 Metropolitano, 1976 Nacional, 1981 Metropolitano, 1992-Apertura, 1998-Apertura, 1999-Clausura, 2000-Apertura, 2003-Apertura, 2005-Apertura, 2006-Clausura, 2008-Apertura, 2011-Apertura, 2015-Apertura, 2017, 2018, 2020, 2022
- Copa Argentina (4): 1969, 2012, 2015, 2020
- Supercopa Argentina (2): 2018, 2022
- Copa de Competencia Jockey Club (2): 1919, 1925
- Copa Ibarguren (5): 1919, 1923, 1924, 1940, 1944
- Copa Estímulo (1): 1926
- Copa de Competencia Británica George VI (1): 1946
- Copa Bullrich (2): 1918, 1934

##### Internationaal
- Wereldbeker voor clubteams (3): 1977, 2000, 2003
- CONMEBOL Libertadores (6): 1977, 1978, 2000, 2001, 2003, 2007
- CONMEBOL Sudamericana (2): 2004, 2005
- CONMEBOL Recopa (4): 1990, 2005, 2006, 2008
- Supercopa Sudamericana (1): 1989
- Copa de Oro (1): 1993
- Copa Master de Supercopa (1): 1992
- Tie Cup (1) : 1919
- Copa de Honor Cousenier (1): 1920
- Copa Escobar-Gerona (2): 1945, 1946

## Tenue
Volgens de website van de club was het eerste tenue een wit shirt met zwarte strepen, dat later vervangen werd door een lichtblauw shirt en daarna een blauw-gestreept shirt alvorens de blauw-gouden clubkleuren aan te nemen. Er zijn ook bronnen die beweren dat het eerste shirt roze was, maar hiervoor zijn geen bewijzen.
Volgens de legende had Boca in 1906 exact hetzelfde shirt als Nottingham de Almagro en beide clubs speelden tegen elkaar om te beslissen wie het shirt mocht houden. Boca verloor en moest op zoek naar nieuwe clubkleuren. Er werd besloten om de kleuren van de vlag te nemen van het eerste schip dat in de haven aankwam. Dit bleek het Zweedse vrachtschip Drottning Sophia te zijn. Hierdoor werden de Zweedse kleuren gekozen. In het begin was er een diagonale streep, die in 1913 vervangen werd door een rechte.

### Ontwikkeling
| 1905 7 | 1905 | 1906–07 9 | 1907–13 5 | 1913–heden |

Speciale tenues
| Europese tour in 1925 | 1963 uit 1 | 1996–97 thuis 2 | 1998–99 thuis | 1998 home 3 |

| 2000–01 thuis 4 | 2010 6 | 2013 8 | 2013-14 uit |

- 1 Gedragen als alternatief in een wedstrijd tegen Universidad de Chile (wiens tenue ook blauw was) in de Copa Libertadores 1963.[1]
- 2 Voor het eerst sinds 1913 werden twee witte strepen toegevoegd aan het shirt.
- 3 Speciaal ontworpen voor de Copa Mercosur van 1998.
- 4 Speciaal ontworden voor de Copa Mercosur van 2000 en 2001.
- 5 Een gelijkaardig model werd in 2005 voor twee wedstrijden gedragen tijdens het Torneo de Verano om het 100-jarig jubileum van de club te vieren.
- 6 Dit model werd gedragen voor twee wedstrijden tegen River Plate in het Torneo de Verano ter ere van het 105-jarig jubileum van de club.
- 7 Een gelijkaardig model werd gedragen in het Torneo de Verano van 2012 ter ere van dit shirt.[2]
- 8 Speciaal ontworpen voor Torneo de Verano van 2013.[3][4]
- 9 Een gelijkaardig model werd gebruikt als alternatief shirt in het seizoen 2006/07, 100 jaar nadat het voor de eerste keer gedragen werd.

## Logo

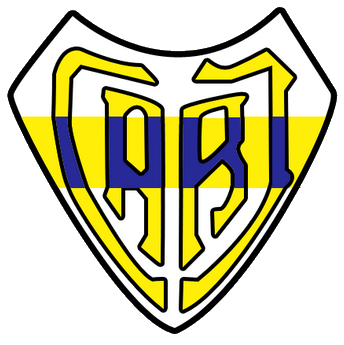
1920
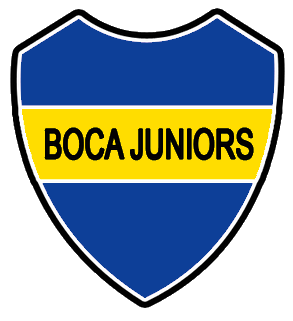
1960
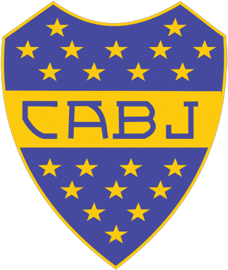
1970
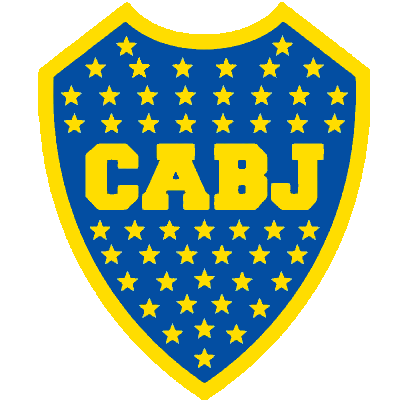
1995–heden

## Stadion
Boca Juniors speelt zijn thuiswedstrijden in het Estadio Alberto J. Armando, beter bekend als La Bombonera. La Bombonera werd in 1940 in gebruik genomen en biedt plaats aan 57.395 toeschouwers. Alberto J. Armando was voorzitter van Boca Juniors tussen 1960 en 1980.

## Selectie 2022/23
| No. | Naam                | Nationaliteit | Positie      |
| 1.  | Esteban Andrada     | ARG           | Keeper       |
| 2.  | Facundo Roncaglia   | ARG           | Verdediger   |
| 3   | Agustín Sández      | ARG           | Verdediger   |
| 4.  | Jorge Figal         | ARG           | Verdediger   |
| 6.  | Marcos Rojo         | ARG           | Verdediger   |
| 7.  | Exequiel Zeballos   | ARG           | Aanvaller    |
| 8.  | Guillermo Fernández | ARG           | Middenvelder |
| 9.  | Darío Benedetto     | ARG           | Aanvaller    |
| 10. | Óscar Romero        | PAR           | Middenvelder |
| 11. | Martín Payero       | ARG           | Middenvelder |
| 12. | Leandro Brey        | ARG           | Keeper       |
| 13. | Javier García       | ARG           | Keeper       |
| 14. | Esteban Rolón       | ARG           | Middenvelder |
| 17. | Luis Advíncula      | PER           | Verdediger   |
| 18. | Frank Fabra         | COL           | Verdediger   |
| 19. | Valentín Barco      | ARG           | Verdediger   |
| 20. | Juan Ramírez        | ARG           | Middenvelder |
| 22. | Sebastián Villa     | COL           | Aanvaller    |
| 23. | Diego González      | ARG           | Middenvelder |
| 25. | Sergio Romero       | ARG           | Keeper       |
| 27. | Nicolás Orsini      | ARG           | Aanvaller    |
| 28. | Gonzalo Morales     | ARG           | Aanvaller    |
| 29. | Norberto Briasco    | ARM           | Aanvaller    |
| 33. | Alan Varela         | ARG           | Middenvelder |
| 35. | Nahuel Génez        | ARG           | Verdediger   |
| 36. | Cristian Medina     | ARG           | Middenvelder |
| 38. | Luis Vázquez        | ARG           | Aanvaller    |
| 39. | Gabriel Aranda      | ARG           | Verdediger   |
| 40. | Lautaro Di Lollo    | ARG           | Verdediger   |
| 41. | Luca Langoni        | ARG           | Aanvaller    |
| 57. | Marcelo Weigandt    | ARG           | Verdediger   |
| -   | Jan Carlos Hurtado  | VEN           | Aanvaller    |
| -   | Agustín Almendra    | ARG           | Middenvelder |

## Bekende (oud-)spelers
- Roberto Abbondanzieri
- Éver Banega
- Guillermo Barros Schelotto
- Gustavo Barros Schelotto
- Gabriel Batistuta
- Jorge José Benítez
- Jorge Bermúdez
- Nicolas Burdisso
- Willy Caballero
- Matías Cahais
- Claudio Caniggia
- Óscar Córdoba
- Juan Forlín
- Fernando Gago
- Kily González
- Freddy Guarin
- Diego Maradona
- Silvio Marzolini
- Maurinho
- Gary Medel
- Norberto Menéndez
- Claudio Morel Rodríguez
- Carlos Navarro Montoya
- Pablo Mouche
- Raúl Noriega
- Rodrigo Palacio
- Martín Palermo
- Luis Perea
- Lucas Pratto
- Antonio Rattín
- Juan Román Riquelme
- Facundo Roncaglia
- Clemente Rodríguez
- Facundo Roncaglia
- Oscar Ruggeri
- Francisco Sá
- Walter Samuel
- Carlos Scarone
- Mauricio Serna
- Carmelo Simeone
- Nolberto Solano
- Pedro Suárez
- Naohiro Takahara
- Américo Tesoriere
- Carlos Tévez
- Fabián Vargas
- Juan Sebastián Verón
- Nelson Vivas
- Mikael Yourassowsky
- Daniele de Rossi